# Alexander Pruss
Alexander Robert Pruss (nascido em 5 de janeiro de 1973) é um filósofo canadense, matemático, professor de filosofia e codiretor de estudos de pós-graduação em filosofia na Baylor University em Waco, Texas.
Seu livro mais conhecido é The Principle of Sufficient Reason: A Reassessment (2006). Ele também é o autor dos livros, Actuality, Possibility and Worlds (2011), e One Body: An Essay in Christian Sexual Ethics (2012), e uma série de trabalhos acadêmicos sobre religião e teologia. Ele mantém seu próprio blog de filosofia e contribuiu para o blog de filosofia da religião Prosblogion.

## Trabalho
O pensamento filosófico de Pruss reflete a ortodoxia cristã. É católico romano e membro da Sociedade de Filósofos Cristãos.
Pruss defende o princípio da razão suficiente (PSR), alegando que ele é autoevidente, e argumentando que a rejeição do PSR cria problemas na epistemologia, modalidade, ética e até mesmo na teoria evolutiva.
Pruss é um crítico do "realismo modal extremo" de David Lewis e, em vez disso, dá "um relato combinado" da modalidade leibniziana e aristotélica, que integra as "capacidades deste mundo" da visão aristotélica e o relato de Leibniz dos mundos possíveis como pensamentos na mente de Deus.

## Publicações
- The Principle of Sufficient Reason: A Reassessment (Cambridge University Press, 2006)
- Actuality, Possibility and Worlds (Bloomsbury Academic, 2011)
- One Body: An Essay in Christian Sexual Ethics (University of Notre Dame Press, 2012)
- Necessary Existence with Joshua L. Rasmussen (Oxford University Press, 2018)
- Infinity, Causation, and Paradox (Oxford University Press, 2018)